# Cesta I. triedy 9
Die Cesta I. triedy 9 (slowakisch für ‚Straße 1. Ordnung 9‘), kurz I/9, ist eine Straße 1. Ordnung in der Slowakei. Sie beginnt an der tschechischen Grenze bei Drietoma und verläuft dann ostwärts der Stadt Trenčín vorbei und dann durch Bánovce nad Bebravou, Nováky und Prievidza. Etwa auf dem halben Weg zwischen Prievidza und Handlová knickt sie südwärts und endet in Ladomerská Vieska nahe Žiar nad Hronom. Von Drietoma bis Chocholná ist sie Teil der E 50, von Chocholná bis nördlich Žiar nad Hronom Teil der E 572.
Die I/9 entstand am 1. August 2015 aus einem Teilstück der Straße 1. Ordnung 50, die zugleich vollständig aufgelöst wurde.

## Verlauf

### Trenčiansky kraj
Die I/9 beginnt als Fortsetzung der tschechischen Silnice I/50 am Grenzübergang Drietoma-Starý Hrozenkov in der Weißen Karpaten auf der Grenze zu Tschechien. Sie überquert den Fluss Waag und tangiert die Stadt Trenčín, bevor sie den Inowetz durchquert und das weitere Neutratal betritt. Nach den Städten Bánovce nad Bebravou und Nováky passiert sie durch das historische Hauerland im Talkessel Hornonitrianska kotlina, den Städten Prievidza und Handlová vorbei, bevor sie den Trenčiansky kraj im Vogelgebirge verlässt.

### Banskobystrický kraj
Nach dem Vogelgebirge tritt die Straße den Talkessel Žiarska kotlina ein, passiert durch die Stadt Žiar nad Hronom und endet hinter der Brücke über den Hron in Ladomerská Vieska.

## Ausbauzustand
Die I/9 ist fast vollständig eine zweispurige, nicht richtungsgetrennte Straße. Ausnahme ist das neun Kilometer lange Teilstück zwischen Nováky und Prievidza, wo die I/9 zusammen mit der I/64 als vierspurige, richtungsgetrennte Straße ausgebaut ist. Langfristig soll die Straße zwischen Chocholná und Žiar nad Hronom durch die Schnellstraße R2 ersetzt werden, wobei ein zweispuriges Teilstück bei Žiar nad Hronom bereits verwirklicht ist. Im Oktober 2016 wurde die vorerst nur zweispurige Ortsumgehung Bánovce nad Bebravou dem Verkehr freigegeben.